# Zalesiany (województwo podlaskie)
Zalesiany – wieś w Polsce położona w województwie podlaskim, w powiecie białostockim, w gminie Turośń Kościelna.
W 1921 wieś należała do gminy Choroszcz.
Według Powszechnego Spisu Ludności z 1921 roku wieś zamieszkiwało 101 osób, wśród których 96 było wyznania rzymskokatolickiego a 5 mojżeszowego. Wszyscy mieszkańcy zadeklarowali polską przynależność. We wsi było 19 budynków mieszkalnych.
W latach 1975–1998 miejscowość należała administracyjnie do województwa białostockiego.
Wierni kościoła rzymskokatolickiego należą do parafii św. Antoniego Padewskiego w Niewodnicy Kościelnej.